# Laccophilus testudo
Laccophilus testudo är en skalbaggsart som beskrevs av Régimbart 1903. Laccophilus testudo ingår i släktet Laccophilus och familjen dykare. Inga underarter finns listade i Catalogue of Life.